# Samantha Mathis
Samantha Mathis (Manhattan (New York), 12 mei 1970) is een Amerikaans actrice. Ze werd onder meer genomineerd voor een Saturn Award voor haar rol in de televisiefilm Salem's Lot (2004).

## Biografie

### Jeugd
Mathis is een dochter van actrice Bibi Besch. Haar ouders scheidden toen zij twee jaar oud was, waarna Mathis werd opgevoed door haar moeder. Haar familie is van Oostenrijkse afkomst, waardoor ze zelf ook vloeiend Duits spreekt. Toen ze vijf jaar oud was, verhuisde ze naar Los Angeles. Haar moeder ontmoedigde haar te beginnen met acteren, maar omdat ze opgroeide in het theater, wist Mathis al op jonge leeftijd dat ze actrice wilde worden.

### Carrière
Mathis was in 1970 in haar eerste televisiereclame te zien met haar moeder. Dit was haar enige acteerbaan in haar vroege leven. Op zestienjarige leeftijd was ze opnieuw in een reclame te zien. Ze brak door in 1988, met een rol in de televisieserie Aaron's Way. Haar eerste hoofdrol speelde ze in de film Pump Up the Volume (1990), waarin ze tegenover Christian Slater te zien was.
Door de jaren heen speelde Mathis in verschillende memorabele films, waaronder The Thing Called Love (1993), Little Women (1994), How to Make an American Quilt (1995) en Broken Arrow (1996). In 1992 werd ze genomineerd voor een Young Artist Award voor haar rol in This Is My Life (1992). Na de dood van haar moeder in 1996 nam ze een pauze van het acteervak en ging in therapie.
Na haar terugkeer in de filmindustrie nam haar populariteit af. In 2000 behaalde ze nog een hoogtepunt, met een bijrol in American Psycho. Na een rol in The Punisher (2004) speelde ze voornamelijk in B-films. Ze is nog altijd actief als actrice, maar runt tegenwoordig ook een bloemenpraktijk.

### Privéleven
Mathis had van 1989 tot en met 1990 een relatie met Christian Slater. In 1996, toen ze al uit elkaar waren gegaan, moest ze hem zoenen voor een scène in Broken Arrow. Ze vertelde dat dit was 'alsof ik mijn eigen broer kuste'. Na een korte relatie met acteur John Leguizamo, was ze van 1992 tot en met 1993 de vriendin van River Phoenix, die ze ontmoette op de set van The Thing Called Love.
Mathis was bij hem die nacht toen Phoenix op 31 oktober 1993 overleed aan een overdosis heroïne. Zelf vertelde ze dat haar band met Phoenix niet zeer hecht was en ze zelf nooit had geëxperimenteerd met harddrugs. Mathis had in de jaren 90 ook relaties met Christian Bale en Noah Wyle.